# Raven (drag queen)
Raven   (Victorville, 18 d'abril de 1979) nom artístic de David Petruschin, és un maquillador, personalitat de televisió i drag queen dels Estats Units. Raven era coneguda a l'escena nocturna del sud de Califòrnia, abans de guanyar reconeixement internacional en aparèixer tant a la segona temporada de RuPaul's Drag Race com a la primera temporada d'All Stars. Raven va ser la subcampiona de totes dues temporades. També va exercir de "professora" a les tres temporades de RuPaul's Drag U.
Fora d'escena, Petruschin ha estat el maquillador de RuPaul des de la novena temporada de Drag Race i des de llavors s'ha convertit en productor creatiu d'ambdues entregues, All Stars i Drag Race. Per la seva feina de maquillatge al programa, Petruschin va rebre el Premi Emmy Primetime per maquillatge destacat per a sèries de múltiples càmeres o especials (no protèsics), l'any 2020.

## Biografia
Petruschin va néixer a Victorville, Califòrnia, a l'oest dels Estats Units d'Amèrica. D'ascendència russa, fou el primer de cinc fermans. La seva mare, que es va separar del seu pare quan Petruschin tenia set anys, el va criar com a mormó. Tot i això, des de llavors, s’ha allunyat públicament de la tradició religiosa.

## Carrera

### Orígens
Al principi de la seva carrera, Petruschin treballava com a venedor de cosmètics i maquillador independent durant el dia i, a la nit, actuava a les discoteques com a gogó amb el nom de Phoenix. Va començar a actuar com a drag queen el 2002, canviant el seu nom artístic pel de Raven. A diferència de moltes altres drag queens, Petruschin va aprendre a fer drag sense una mare drag que li fes de mentora. Com a Raven, Petruschin va fer els càstings per competir en la primera i la segona temporada de RuPaul's Drag Race.

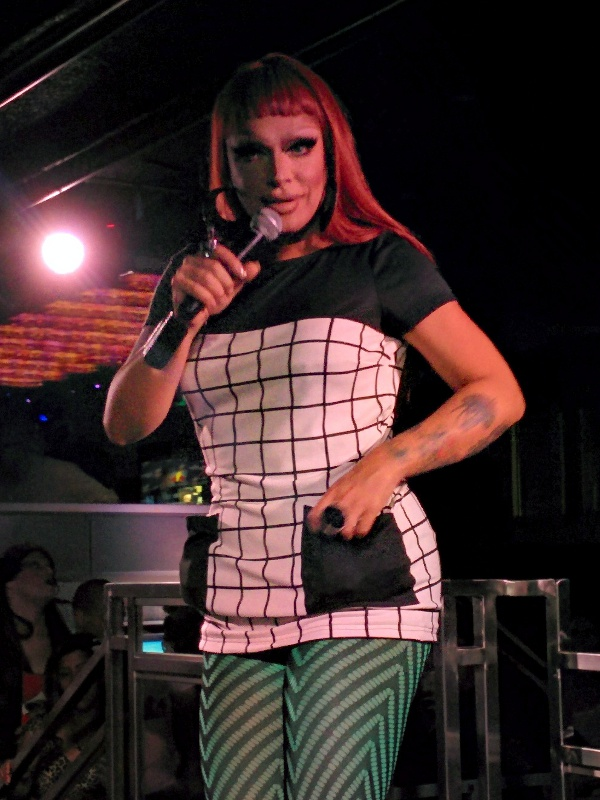
Raven en una actuació a San Francisco.

### RuPaul's Drag Race
El 2010, es va anunciar que Raven seria concursant de la segona temporada de RuPaul's Drag Race. En el primer episodi, va guanyar el primer mini-repte de la temporada, una sessió de fotos. En el segon i tercer episodi va quedar ertre les dues últimes, però va salvar-se en guanyar-ne els duels de playback. Raven va guanyar un segon mini-repte en el quart episodi i un tercer mini-repte al cinquè episodi. Va guanyar el setè i el vuitè repte principal. Al final de la competició, es va classificar en segon lloc per darrere de Tyra Sanchez.

### RuPaul's Drag U
Raven va ser una de les moltes exconcursants de Drag Race que van ser convidades a exercir de professores de drag al programa derivat RuPaul's Drag U, del qual s'han emès tres temporades. Raven va fer-hi un total de dotze aparicions i va obtenir la major quantitat de victòries de la sèrie, cosa que la va convertir en "Reina del canvi d'imatge". En un episodi de la segona temporada va donar un canvi d'imatge a la seva mare Deshawna, ajudant-la a guanyar contra les germanes de Jujubee i Manila Luzon.

### RuPaul's Drag Race: All Stars
El 6 d'agost de 2012, es va anunciar que Raven era una de les dotze exconcursants de Drag Race seleccionades per unir-se al repartiment de la primera temporada de RuPaul's Drag Race: All Stars que es va estrenar a Logo TV el 22 d'octubre de 2012. Va formar-hi parella amb la concursant Jujubee per formar l'equip anomenat Rujubee. Van guanyar els mini-reptes del segon i cinquè episodi. El duo va aconseguir passar a la final, que es va emetre el 26 de novembre de 2012, en què Raven va tornar a quedar com a subcampiona, aquesta vegada darrere de la guanyadora Chad Michaels.

### Feina i premis de maquillatge
Petruschin va tornar a Drag Race com a maquillador de RuPaul per a la novena temporada. Finalment, va rebre una nominació al premi del gremi d'artistes de maquillatge i estilistes 2018 en la categoria "Sèries de televisió i nous mitjans: millor maquillatge contemporani". Pel seu treball a la desena temporada, va rebre una nominació als 70ns premis Primetime Emmy en la categoria Maquillatge destacat per a sèries o càmeres múltiples. Va rebre un Emmy pel seu treball a la dotzena temporada. A part de fer el maquillatge de RuPaul des del 2017, ha estat productor creatiu d'All Stars des de la seva tercera temporada i de Drag Race des de la desena.

## Llegat
El 2016, Raven es va incloure com a inspiració al vídeo "100 Years of Drag Fashion" de Vanity Fair, al costat de les emblemàtiques artistes Divine, David Bowie i RuPaul. El vídeo presentava el seu estil com l'epítom del drag de la dècada de 2000. Bianca Del Rio, guanyadora de la sisena temporada de RuPaul's Drag Race, també ha afirmat que moltes joves drag queens utilitzen l'estil de Raven.